# جيمس لي
جيمس لي (17 يناير 1956 بليكسينغتون في الولايات المتحدة - ) (بالإنجليزية: James Lee) هو لاعب كرة سلة أمريكي في مركزي مدافع مسدد الهدف وهجوم صغير الجسم. لعب مع Allentown Jets ‏ وLouisville Catbirds ‏ وMaine Lumberjacks ‏.

## وصلات خارجية
- جيمس لي على موقع سبورتس رفرنس (الإنجليزية)
- جيمس لي على موقع كلية كرة السلة في سبورتس رفرنس.كوم (الإنجليزية)
- جيمس لي على موقع ريلجم (الإنجليزية)